# Karijärvi (sjö i Posio, Lappland)
Karijärvi är en sjö i kommunen Posio i landskapet Lappland i Finland. Sjön ligger 303,7 meter över havet. Den är 8,7 meter djup. Arean är 80 hektar och strandlinjen är 6,06 kilometer lång. Sjön  ingår i Koundaälvens huvudavrinningsområde.   Den ligger omkring 120 kilometer öster om Rovaniemi och omkring 680 kilometer norr om Helsingfors. 